# Les Noms
Les Noms (titre original :The Names) est un roman de l'écrivain américain Don DeLillo, publié en 1982.